# Československý svaz žen
Československý svaz žen (ČSŽ) byla ženská feministická organizace začleněná do systému Národní fronty Čechů a Slováků. Existovala v Československu v letech 1950 až 1990.

## Historie

### Předchůdci
Feministické hnutí se na území budoucího Československa prosazovalo od 19. století. Již v roce 1865 Karolina Světlá s Vojtou Náprstkem založili Americký klub dam, v roce 1871 pak vzniknul Ženský výrobní spolek. V roce 1903 byl založen Ženský klub český, později vznikla zásluhou Františky Plamínkové nadstranická Ženská národní rada, která byla zároveň pobočkou Mezinárodní rady žen. Během nacistické okupace přešly výše zmíněné organizace do ilegality a jejich funkcionářky byly rozsáhle pronásledovány, vězněny a vystavovány tvrdým represím. 
Po konci druhé světové války většina spolků svou činnost obnovila. Kromě toho byl již v květnu 1945 založen přípravný výbor Rady československých žen (RČŽ), navazující na činnost předválečné Ženské národní rady, jehož předsedkyní se stala Milada Horáková. Výbor vydal v srpnu 1945 první číslo časopisu Rada žen, kde formuloval své představy o poslání organizace. Ustavující valná hromada byla uspořádána v červnu 1946 v Praze. Předsedkyní byla zvolena Milada Horáková. Organizace byla nadstranická, působily v ní ženy z různých politických stran Československa. Zároveň se do ní začlenily mnohé ženské spolky vzniklé v období první republiky. Nová organizace vytvářela četné pracovní komise, spolupracující s orgány státu i dalšími společenskými organizacemi. V roce 1947 časopis Rada žen nahradil nově pojmenovaný časopis Vlasta.
Kromě toho po válce vznikla i Národní fronta žen (NFŽ), která sdružovala zejména komunistky a socialistky, na rozdíl od RČŽ, která zůstala věrná prvorepublikovým tradicím ženského hnutí, ne však výhradně. Oba spolky, leč z podstaty konkurenční, však i přes některé rozdílné názory spolupracovaly. Vztahy mezi nimi se začaly přiostřovat až k únoru 1948. I NFŽ vydávala své periodikum, a to Československou ženu.

### Pod Národní frontou
V únoru 1948 převzala KSČ vedoucí úlohu v Československu, postupně ve všech formách společenského života. Slučovacím sjezdem Rady žen a Zväzu slovenských žen byl v březnu 1950 založen Československý svaz žen (ČSŽ), později podpořený zákonem č. 68/1951 Sb., o dobrovolných organisacích a shromážděních. Československý svaz žen se stal součástí Národní fronty a administrativně mu byly podřízeny všechny ženské spolky, které dosud v Československu existovaly. Milada Horáková musela z vedení zaniklé Rady žen odejít a dva roky poté byla popravena. První předsedkyní ČSŽ se stala v roce 1952 Anežka Hodinová-Spurná a byla jí až do své smrti v roce 1963. V roce 1967 byla předsedkyní zvolena členka ÚV KSČ Helena Leflerová.

### Federalizace
V roce 1968 se vytvořily národní ženské organizace – v systému Národní fronty vznikl v roce 1969 Český svaz žen, na území Slovenské socialistické republiky pak Slovenský sväz žien. V letech 1969–1974 byla předsedkyní Československého svazu žen Gusta Fučíková, která se zároveň stala místopředsedkyní Mezinárodní federace žen. Po ní funkci předsedkyně převzala Marie Kabrhelová. V této době byla organizace masovou, se základnou jednoho milionu žen. Také časopis Vlasta měl masový náklad, až 840 000 výtisků.

### Zánik
Dne 7. února 1990 se v důsledku rozsáhlých celospolečenských změn formálně rozpadl systém Národní fronty a s ním tak zanikl i Československý svaz žen. Národní Český svaz žen přetrval, v jeho čele byla dlouhé roky Zdeňka Hajná. Přetrval i časopis Vlasta, nicméně již bez přímé vazby na ženské spolky.
Na Slovensku se znovuobnovený svaz vrátil ke svému původnímu jménu, tedy Živena.

## Činnost
Československý svaz žen vydával vlastní periodické i neperiodické tiskoviny, organizoval oslavy mezinárodního dne žen a prosazoval ženské zájmy na politické úrovni. 
Alena Wagnerová v tomto ohledu vyzdvihuje rodinný zákon přijatý v roce 1950, sociální zabezpečení, vysokou participaci žen na nižších úrovních politiky nebo přístup k interrupcím či na trh práce. Postavení žen v Západním Německu, kam v šedesátých letech emigrovala, v kontrastu s Československem popsala jako „kotrmelec o dobrých 20 let nazpět“. Eda Kriseová ve svém článku naopak kritizovala přetrvávající problémy, které se ČSŽ nepodařilo vyřešit, jako například nižší platové ohodnocení za stejnou práci (gender pay gap).